# Фолклендская лисица

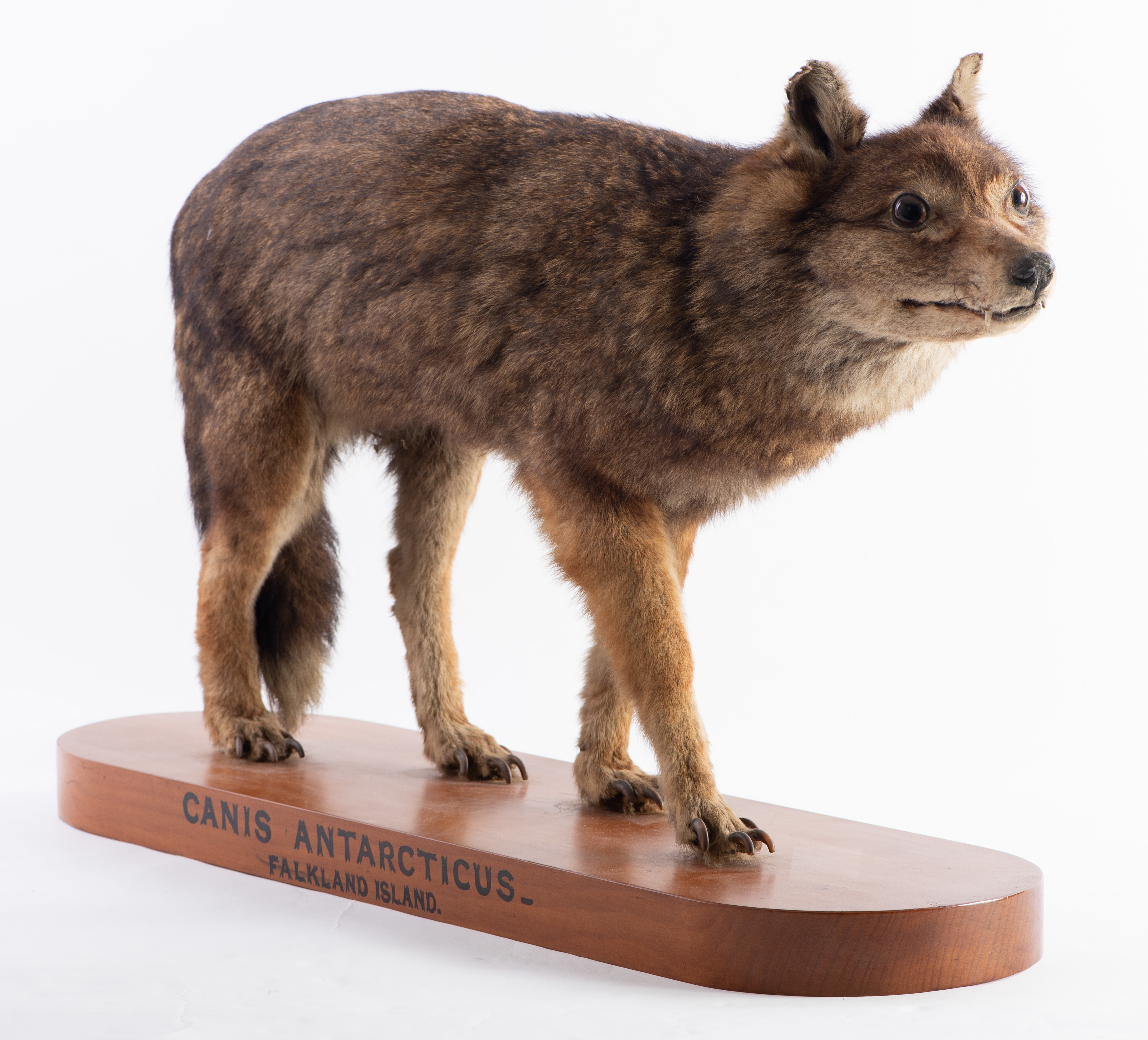

Фолклендская лисица, или фолклендский волк, или варрах  (лат. Dusicyon australis) — вымерший вид рода Dusicyon; единственное  наземное млекопитающее Фолклендских островов, истреблена людьми к концу XIX века. Фолклендская лисица была единственным видом псовых, аборигенным для океанских островов.

## Описание
Все сведения об этом виде основаны на немногочисленных музейных экспонатах и сообщениях путешественников, посещавших Фолкленды. Фолклендская лисица имела высоту в холке 60 сантиметров, рыжевато-коричневый мех, чёрные уши, белый кончик хвоста и светлое брюхо. Череп у неё был широкий, уши маленькие. Умела лаять, как собака. Питалась она, предположительно, гнездящимися на земле птицами, насекомыми и личинками, а также растениями и падалью, выброшенной морем. Поскольку она была единственным наземным хищником на островах, с добычей пищи у неё, вероятно, не возникало трудностей.

## Открытие и исчезновение
Этот вид был открыт английским капитаном Джоном Стронгом в 1692 году; официально был описан в 1792 году. В 1833 году, когда Чарльз Дарвин посетил Фолклендские острова, Canis antarcticus (как тогда называли фолклендскую лисицу) был здесь довольно обычен, однако уже тогда Дарвин предсказал исчезновение вида, численность которого неуклонно сокращалась из-за бесконтрольного отстрела трапперами. Густой, пушистый мех фолклендской лисицы пользовался большим спросом. С 1860-х годов, когда на острова прибыли шотландские колонисты, лисиц стали массово отстреливать и травить ядами, как угрозу для овечьих стад. Отсутствие на островах лесов и доверчивость этого хищника, у которого не было природных врагов, быстро привели к его уничтожению. В своем «Путешествии вокруг света на корабле Бигль», Дарвин писал, что лисицу смог легко добыть моряк с его корабля, он просто подманил её и ударил камнем по голове. Последняя фолклендская лисица была убита в 1876 году на Западном Фолкленде. Всё, что осталось от данного вида на данный момент, — это одиннадцать образцов в музеях Лондона, Стокгольма, Брюсселя и Лейдена. Фолклендская лисица — несомненно вымерший вид, а точнее — истреблённый. Фолклендские острова хорошо освоены (в отличие от центра Тасмании и Камчатки) и на них нет лесов, поэтому мест, где вид мог сохраниться, нет.

## Этимология и родство
Родовое название фолклендской лисицы Dusicyon в переводе с греческого означает «глупая собака». Ближайшим родственником фолклендской лисицы, видимо, являлась южноамериканская лисица (Pseudalopex griseus); в её облике имелось также определённое сходство с койотом.

## Попадание на Фолкленды
Существует предположение, что на острова фолклендская лисица попала в полуодомашненном состоянии вместе с древними переселенцами, которые позднее вымерли или покинули Фолкленды. Вероятно, это произошло в начале голоцена. Наиболее вероятно, что предки лисицы перешли на острова по льду во время последней фазы ледникового периода, когда архипелаг отделялся от Южной Америки перемерзающим проливом шириной около 20 километров. 